# Idiops
Idiops är ett släkte av spindlar. Idiops ingår i familjen Idiopidae.

## Dottertaxa tillIdiops, i alfabetisk ordning[1]
- Idiops angusticeps
- Idiops argus
- Idiops arnoldi
- Idiops aussereri
- Idiops barkudensis
- Idiops bersebaensis
- Idiops biharicus
- Idiops bombayensis
- Idiops bonapartei
- Idiops briodae
- Idiops cambridgei
- Idiops camelus
- Idiops castaneus
- Idiops clarus
- Idiops constructor
- Idiops crassus
- Idiops crudeni
- Idiops curvicalcar
- Idiops curvipes
- Idiops damarensis
- Idiops designatus
- Idiops fageli
- Idiops flaveolus
- Idiops fortis
- Idiops fossor
- Idiops fryi
- Idiops fulvipes
- Idiops fuscus
- Idiops garoensis
- Idiops gerhardti
- Idiops germaini
- Idiops gracilipes
- Idiops grandis
- Idiops gunningi
- Idiops hamiltoni
- Idiops harti
- Idiops hepburni
- Idiops hirsutipedis
- Idiops hirsutus
- Idiops kanonganus
- Idiops kaperonis
- Idiops kazibius
- Idiops kentanicus
- Idiops lacustris
- Idiops lusingius
- Idiops madrasensis
- Idiops mafae
- Idiops meadei
- Idiops melloleitaoi
- Idiops microps
- Idiops monticola
- Idiops monticoloides
- Idiops mossambicus
- Idiops munois
- Idiops neglectus
- Idiops nigropilosus
- Idiops ochreolus
- Idiops opifex
- Idiops palapyi
- Idiops pallidipes
- Idiops parvus
- Idiops petiti
- Idiops pirassununguensis
- Idiops prescotti
- Idiops pretoriae
- Idiops pulcher
- Idiops pulloides
- Idiops pullus
- Idiops pungwensis
- Idiops pylorus
- Idiops rastratus
- Idiops robustus
- Idiops rohdei
- Idiops royi
- Idiops santaremius
- Idiops schenkeli
- Idiops schreineri
- Idiops siolii
- Idiops spirifer
- Idiops straeleni
- Idiops striatipes
- Idiops sylvestris
- Idiops syriacus
- Idiops thorelli
- Idiops upembensis
- Idiops vandami
- Idiops versicolor
- Idiops wittei
- Idiops yemenensis